# مانامیسوآ
مانامیسوآ (به لاتین: Manamisoa) یک منطقهٔ مسکونی در ماداگاسکار است که در ناحیه آمبالاوائو واقع شده‌است. مانامیسوآ ۴٬۰۰۰ نفر جمعیت دارد و ۱٬۰۷۶ متر بالاتر از سطح دریا واقع شده‌است.